# Echinopsis ancistrophora
Espèce
Statut de conservation UICN

VU : Vulnérable
Statut CITES
Echinopsis ancistrophora (synonyme Echinopsis subdenudata) est une espèce de plantes à fleurs de la famille des Cactaceae et du genre Echinopsis, endémique d'Argentine et de Bolivie. Cultivé pour l'ornement, ce cactus est sélectionné pour sa forme de boule aux côtes peu nombreuses et aux auréoles laineuses sans épines. Il a ainsi une allure particulière avec ses points blancs qui ressortent sur la tige verte.

## Description

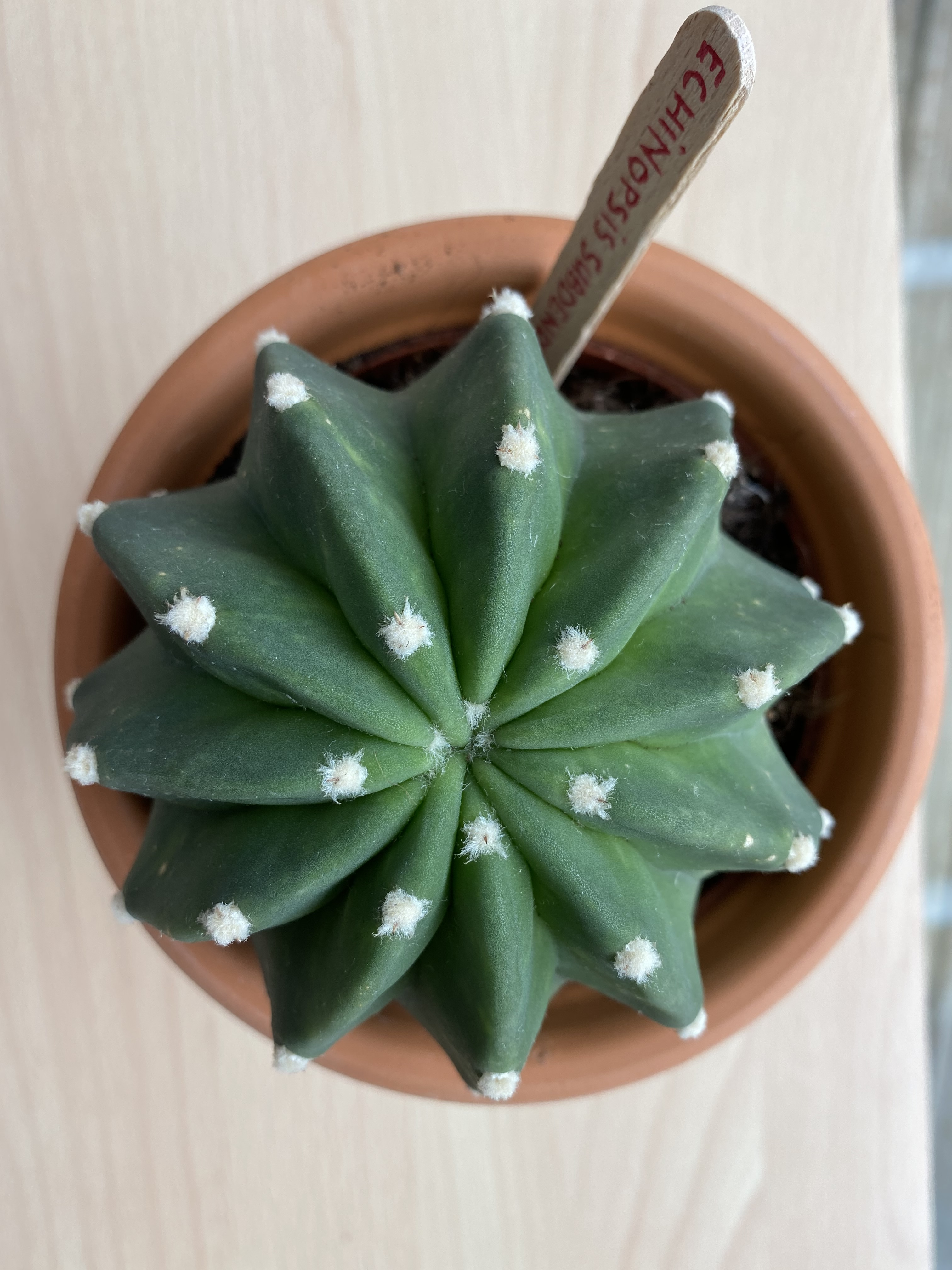
En pot.

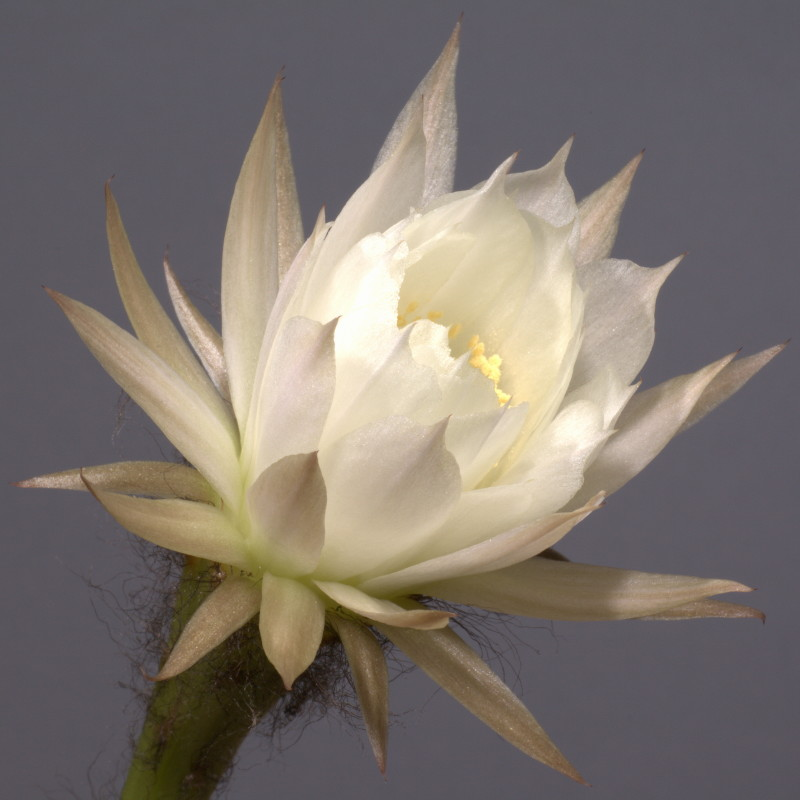
Fleur.

Echinopsis ancistrophora est une espèce de cactus globulaire, ses épines sont très courtes voir inexistantes. Ses fleurs sont nocturnes avec une durée de vie de 12 h.

## Habitat et répartition
Cette espèce est présente dans les Andes, en Argentine (Jujuy, Salta et Tucumán) et en Bolivie (Tarija et Chuquisaca), à des altitudes de 600 à 2 500 m. Elle pousse dans de nombreux types d'habitats, tels que les prairies, les zones arbustives et les forêts.

## Condition de culture
Cette espèce est utilisée à des fins ornementales. Elle peut être multipliée par semis ou bouture. Certains spécimens ne rejettent pas, ou seulement quand ils sont âgés.

## Variétés
Liste des variétés selon GBIF (11 mai 2021) :
- Echinopsis ancistrophora var. ancistrophora
- Echinopsis ancistrophora var. arachnacantha (Buining & F.Ritter) Rausch

## Menaces et conservation
Echinopsis ancistrophora est classée espèce vulnérable par l'Union internationale pour la conservation de la nature car sa population a chuté de 30% en 30 ans. Son aire de répartition est relativement large, mais les observations sur le terrain effectuées au cours des dix dernières années indiquent que la population est en déclin constant en raison de l'expansion de l'agriculture et de l'extraction à des fins ornementales. Les principales menaces pesant sur cette espèce sont l'urbanisation, l'agriculture et l'extraction à des fins ornementales. Ce cactus est présent dans la zone protégée Sierra Aguarague, à Tarija en Bolivie. Il n'est présent dans aucune zone protégée en Argentine.

## Taxonomie
L'espèce est décrite par le botaniste italiano-argentin Carlos Luis Spegazzini en 1905, qui la classe dans le genre Echinopsis sous le nom binominal Echinopsis ancistrophora.
Echinopsis ancistrophora a pour synonymes :
- Echinopsis ancistrophora subsp. ancistrophora
- Echinopsis ancistrophora var. grandiflora (Rausch) Rausch
- Echinopsis ancistrophora var. graulichii (Fric) J.Ullmann
- Echinopsis ancistrophora var. hamatacantha (Backeb.) Rausch
- Echinopsis ancistrophora var. kratochviliana (Backeb.) Rausch
- Echinopsis ancistrophora var. polyancistra (Backeb.) Rausch
- Echinopsis ancistrophora var. rubriflora Rausch
- Echinopsis hamatacantha Backeb.
- Echinopsis hamatispina Werderm.
- Echinopsis kratochviliana Backeb.
- Echinopsis leucorhodantha Backeb.
- Echinopsis lobivioides Backeb.
- Echinopsis pelecyrhachis Backeb.
- Echinopsis pelecyrhachis var. lobivioides (Backeb.) Friedrich
- Echinopsis polyancistra Backeb.
- Echinopsis rauschii var. grandiflora (Rausch) Friedrich
- Echinopsis subdenudata Cárdenas
- Lobivia ancistrophora (Speg.) Schlumpb.
- Lobivia calorubra var. grandiflora (Rausch) Rausch
- Lobivia grandiflora Werderm.